# Bilok Petung
Bilok Petung is een bestuurslaag in het regentschap Oost-Lombok van de provincie West-Nusa Tenggara, Indonesië. Bilok Petung telt 2380 inwoners (volkstelling 2010).